# Sebastiaan Tromp
Sebastiaan Peter Cornelis Tromp (Beek-Ubbergen, 16 maart 1889 – Rome, 8 februari 1975) was een Nederlands geestelijke, latinist en een curieprelaat van de Rooms-Katholieke Kerk.
Hij was de zoon van Cornelis Gerardus Tromp, leraar aan de Rijkskweekschool en aan het stedelijk gymnasium in Nijmegen en Catharina Maria Hubertina Lörper, die gedurende de Kulturkampf met haar familie uit Duitsland was gevlucht. Na zijn eindexamen aan het Caniusius College in Nijmegen, trad Tromp toe tot de Orde der Jezuïeten. Tromp studeerde klassieke talen aan de Gemeentelijke Universiteit Amsterdam, waar hij in in 1921 cum laude promoveerde op het proefschrift De Romanorum piaculis. Op 10 augustus 1922 werd hij priester gewijd. Door de orde werd hij hierop naar Rome gestuurd om zijn studies te vervolgen. Aan de Pauselijke Universiteit Gregoriana promoveerde hij in zowel de theologie als de wijsbegeerte.
Hierna werd hij benoemd tot hoogleraar fundamentele theologie aan het Theologicum van de jezuïeten in Maastricht. In 1929 aanvaardde hij eenzelfde leeropdracht aan de Gregoriana. In 1936 werd hij benoemd tot consultor en qualificator van het H. Officie. In die hoedanigheid werd hij als visitator naar verschillende kerkprovincies gezonden. Zo bezocht hij in de jaren vijftig ook Nederland. Aanleiding voor deze visitatie was het feit dat men er in Rome lucht van had gekregen dat de Nijmeegse zenuwarts Anna Terruwe in haar behandeling van neurosen bij priesters en seminaristen, een grote vrijheid gaf aan hun luststrevingen, en dus aan datgene wat als zwaar zondig gold. De visitatie vond plaats in een sfeer van geheimzinnigheid en intimidatie. De visitator bezocht ook kardinaal Alfrink aan de Maliebaan, waar hij zich - volgens Alfrink - gedroeg als ware hij de Heilige Vader zelf. Het resultaat van de visitatie was dat Terruwe in diskrediet werd gebracht en dat haar leermeester, professor Willem Duynstee in 1957 naar Rome werd verbannen. Alfrink koos in deze kwestie de zijde van Terruwe, die overigens in de jaren zestig zou worden gerehabiliteerd.
Meer waardering ondervond Tromp als geleerde en latinist. Hij werd in 1951 corresponderend lid van de Koninklijke Nederlandse Akademie van Wetenschappen en vijf jaar later ook tot lid van de Pauselijke Theologische Academie. Hij was - al vroeg in zijn academische loopbaan - auteur van twee gezaghebbende handboeken: De revelatione christiana (1929) en S. Scripturae inspiratione (1930), die beide verschillende herdrukken beleefden. Hij ontwikkelde een ecclesiologie (kerkleer), waarin hij de kerk beschreef als mystiek lichaam van Christus. Tromp wordt beschouwd als de oorspronkelijke auteur van de encycliek Mystici Corporis Christi van paus Pius XII. Over deze encycliek schreef Tromp verschillende verhandelingen.
Als rechterhand van kardinaal Alfredo Ottaviani was Tromp ten nauwste betrokken bij het Tweede Vaticaans Concilie. Hij was secretaris van verschillende commissies van het concilie. Veel van de door hem opgestelde schemata en resoluties werden evenwel door de concilievaders als te conservatief verworpen. Het door Tromp opgestelde schema over de Kerk, werd zelfs door een geheel nieuwe tekst vervangen. Zijn grootste verdienste voor het Concilie bestaat hieruit dat hij de Acta van het concilie van registers voorzag.
- Bibliothèque nationale de France: cb107268411 (data)
- Biografisch Portaal: 69855836
- CiNii: DA14316851
- Digitale Bibliotheek voor de Nederlandse Letteren: trom039
- Gemeinsame Normdatei: 128497076
- International Standard Name Identifier: 0000 0001 1033 3405
- Library of Congress Control Number: n90624469
- Nationale Bibliotheek van Tsjechië: pna20231203162
- Nationale bibliotheek van Australië: 53005054
- Nationale Bibliotheek van Israël: 987007428907005171
- Nederlandse Thesaurus van Auteursnamen: 069487359
- Réseau des bibliothèques de Suisse occidentale: 02-A011966921
- Istituto Centrale per il Catalogo Unico: SBLV230797
- Système universitaire de documentation: 109167791
- Trove: 1533184
- Virtual International Authority File: 118278631
- WorldCat: E39PBJppwYYC6xMxcKtBVdHV4q